# スモールトーク (小説)
スモールトークは絲山秋子の小説。カー雑誌『NAVI』に連載された。

## タイトル
作中にスクリッティ・ポリッティの『スモールトーク』という曲が登場するので、ここから付けられたと思われる。

## 書式
単行本は横書き、文庫版は縦書きで出版された。著者は公式サイトの公開日記で、「もう横書きには（本作品で）懲りた」と語っている。

## あらすじ
ゆうこは昔の男カマキリと再会していろんな所にいろんな車でドライブしたり、性交したりする。そして再び別れてどこかに消える。

## 備考
単行本には、徳大寺有恒との対談が載っている。日本車は、乗り手の個性が反映されるような車が少なくなってきた、と両者から評される。
『イッツ・オンリー・トーク』の主人公だった橘優子の同一人物らしき女流画家「ゆうこ」が登場する。またその友人（故人）であった野原理香も再登場する。

## 書籍情報
- 『スモールトーク』二玄社、2005年6月。ISBN 4-544-04099-X